# Мур, Чарльз, 2-й маркиз Дрохеда
Чарльз Мур, 2-й маркиз Дрохеда (англ. Charles Moore, 2nd Marquess of Drogheda; 23 августа 1770 — 6 февраля 1837) — англо-ирландский пэр. Он носил титул учтивости — виконт Мур с 1791 по 1822 год.

## Ранняя жизнь
Родился 23 августа 1770 года. Старший сын Чарльза Мура, 1-го маркиза Дрохеда (1730—1822), и леди Энн Сеймур Конвей (1744—1784), дочери Фрэнсиса Сеймура, 1-го маркиза Хартфорда.

## Карьера
В 1790 году Чарльз Мур, виконт Мур, был избран в Палату общин Ирландии от графства Квинс, но в следующем 1791 году он был смещен из-за петиции о дисквалификации по причине безумия. Несмотря на это, в 1793 году ему было присвоено звание капитан-лейтенанта Королевской ирландской артиллерии.

## Психическое заболевание
Когда ему было около двадцати лет, у него начали проявляться признаки психического заболевания, которое могло быть наследственным. Он был передан на попечение доктора Фрэнсиса Уиллиса в Грейтфорд-холле. Уиллис был известен с 1789 года тем, что излечил короля Георга III от того, что тогда считалось безумием, но теперь общепринято считать порфирией. Его лечение включало режим свежего воздуха и ручной труд. Неясно, имело ли лечение какой-либо успех в случае лорда Дрохеды, но определённо не произошло значительного восстановления его умственных способностей, как это произошло с королем. Маркиз Дрохеда оставался в Грейтфорде до своей смерти в 1837 году. Он не был женат, и его титулы перешли к его племяннику Генри Муру, 3-му маркизу Дрохеда.
Причина его психического заболевания неясна, но важно, что в семье его матери была история эксцентричности и психической нестабильности. Лорд Каслри, покончивший жизнь самоубийством в 1822 году, приходился двоюродным братом лорду Дрохеды, и все более странное поведение, которое привело к его смерти, некоторые считали следствием наследственного психического заболевания, унаследованного от семьи Сеймур Конвей, которым страдала его мать маркиза Дрохеда.